# Petter Rudi
Petter Normann Rudi (ur. 17 września 1973 w Kristiansund) – norweski piłkarz występujący na pozycji pomocnika. 

## Kariera klubowa
Rudi karierę rozpoczynał w 1991 roku w pierwszoligowym zespole Molde FK. W sezonie 1993 spadł z nim do drugiej ligi. W sezonie 1994 awansował jednak z powrotem do pierwszej, a także zdobył Puchar Norwegii. W sezonie 1995 wraz z Molde wywalczył wicemistrzostwo Norwegii. W 1996 roku przebywał na wypożyczeniu w belgijskim KAA Gent, a w 1997 roku we włoskiej Perugii.
W październiku 1997 roku Rudi został graczem angielskiego Sheffield Wednesday. W Premier League zadebiutował 19 października 1997 w przegranym 2:3 meczu z Tottenhamem. 14 listopada 1998 w zremisowanym 1:1 pojedynku z Newcastle United strzelił pierwszego gola w Premier League. W sezonie 1999/2000 spadł z klubem do Division One.
W 2000 roku Rudi wrócił do Molde. W 2001 roku przeniósł się do belgijskiego Sportingu Lokeren. Następnie grał w Germinalu Beerschot, a w 2003 roku przeszedł do Austrii Wiedeń. W sezonie 2003/2004 wywalczył z nią wicemistrzostwo Austrii. W 2004 roku powrócił do Molde, a w sezonie 2005 zdobył z nim Puchar Norwegii. W latach 2006–2007 ponownie występował jeszcze w KAA Gent, a potem zakończył karierę.

## Kariera reprezentacyjna
W reprezentacji Norwegii Rudi zadebiutował 26 listopada 1995 w zremisowanym 1:1 towarzyskim meczu z Jamajką. 30 maja 1997 w wygranym 4:2 towarzyskim pojedynku z Brazylią strzelił pierwszego gola w kadrze. W latach 1995–2006 w drużynie narodowej rozegrał 46 spotkań i zdobył 3 bramki.